# Lista comunelor din Blida

Harta Algeriei cu provincia Blida evidențiată

Din provincia Blida fac parte următoarele comune:
- Aïn Romana
- Beni Mered
- Beni Tamou
- Benkhelil
- Blida
- Bouarfa
- Boufarik
- Bougara
- Bouinan
- Chebli
- Chiffa
- Chréa
- Djebabra
- El Affroun
- Guerrouaou
- Hammam Melouane
- Larbaa
- Meftah
- Mouzaia
- Oued Alleug
- Oued Djer
- Ouled Chebel
- Ouled Selama
- Ouled Yaich
- Sidi Moussa
- Souhane
- Soumaa
- Tessala El Merdja